# ГАЕС Ghatghar
ГАЕС Ghatghar — гідроакумулююча електростанція в центральній частині Індії у штаті Махараштра.
Схема станції Ghatghar базується на використанні можливостей, які надаються гірською системою Західних Гатів. Витягнута в меридіональному напрямку уздовж узбережжя Махараштри, вона має похилий східний схил, котрий дренується річками з басейну Бенгальської затоки. Водночас одразу за водорозділом на західному схилі починається стрімкий уклін в бік Аравійського моря, що дає змогу легко створити великий напір при розміщенні водосховища та машинного залу на протилежних сторонах хребта.
Верхній резервуар ГАЕС створили на річці Праварі, правій притоці Годаварі, яка впадає до Бенгальської затоки на східному узбережжі країни. Для цього спорудили виконану з ущільненого котком бетону греблю Upper Ghatghar висотою 15 метрів та довжиною 503 метри, яка потребувала 35 тис. м3 матеріалу. Крім того, для закриття сідловин довелося звести дві допоміжні дамби. Разом ці споруди утримують сховище з площею поверхні 18,4 км2 та об'ємом 5,8 млн м3 (корисний об'єм 5,1 млн м3), у якому можливе коливання рівня поверхні в операційному режимі між позначками 750 та 756 метрів НРМ.
Нижній резервуар утворює гравітаційна гребля Lower Ghatghar (так само з ущільненого бетону) на струмку Шахі-Налла, який належить до правобережної частини басейну річки Калу, котра, своєю чергою, є правою притокою Улгас (вливається до Аравійського моря через естуарій Васаї-Крік, який формує північну та північно-східну сторони острова Салсетте, де розташоване найбільше місто країни Мумбаї). Гребля має висоту 86 метрів, довжину 449 метрів та потребувала 537 тис. м3 матеріалу. Вона утримує сховище з площею поверхні 2,5 км2 та об'ємом 3,2 млн м3 (корисний об'єм 2,7 млн м3), в якому можливе коливання рівня поверхні в операційному режимі між позначками 331 та 387 метрів НРМ.
Відстань між верхнім і нижнім резервуаром складає близько 1 км. Тунелі з'єднують їх з розташованим поміж ними підземним машинним залом, який обладнали двома оборотними турбінами типу Френсіс потужністю по 125 МВт у генераторному та 150 МВт в насосному режимах. Чистий напір при цьому складає 410 та 430 метрів (для кожного з режимів відповідно). Проєктне річне виробництво ГАЕС становить 470 млн кВт·год електроенергії при споживанні в насосному режимі 641 млн кВт·год.